# 민항개발구역

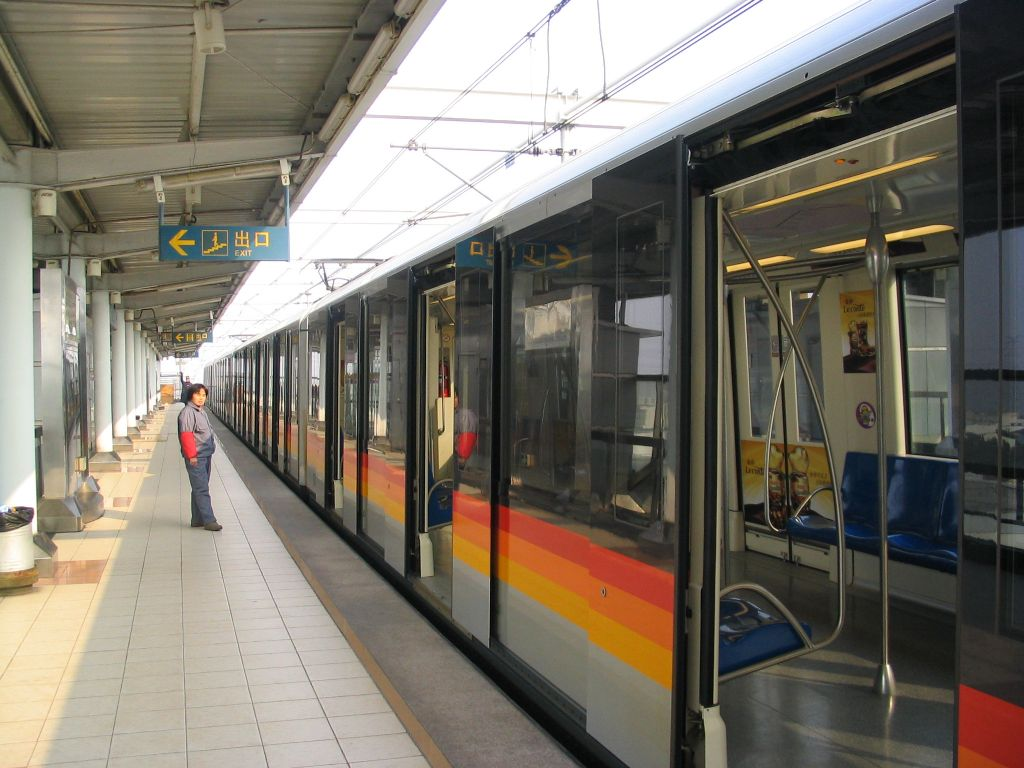

민항개발구역(중국어: 闵行开发区站,영어: Minhang Development Zone Station)은 상하이 민항 구 둥촨루(东川路)와 톈싱루(天星路)에 있는 상하이 지하철 5호선 역이다. 역사는 고가 측식의 지하철 역사이다.

## 역사
- 2003년 11월 25일 5호선 개통

## 지하철
- 5호선
  - 웬징루 역(文井路) - 민항개발구 역(上海体育场)

## 같이 보기
- 상하이 지하철
- 상하이 지하철 5호선